# Lepechinia hastata
Lepechinia hastata är en kransblommig växtart som först beskrevs av Asa Gray, och fick sitt nu gällande namn av Carl Clawson Epling. Lepechinia hastata ingår i släktet Lepechinia och familjen kransblommiga växter. Inga underarter finns listade i Catalogue of Life.

## Bildgalleri

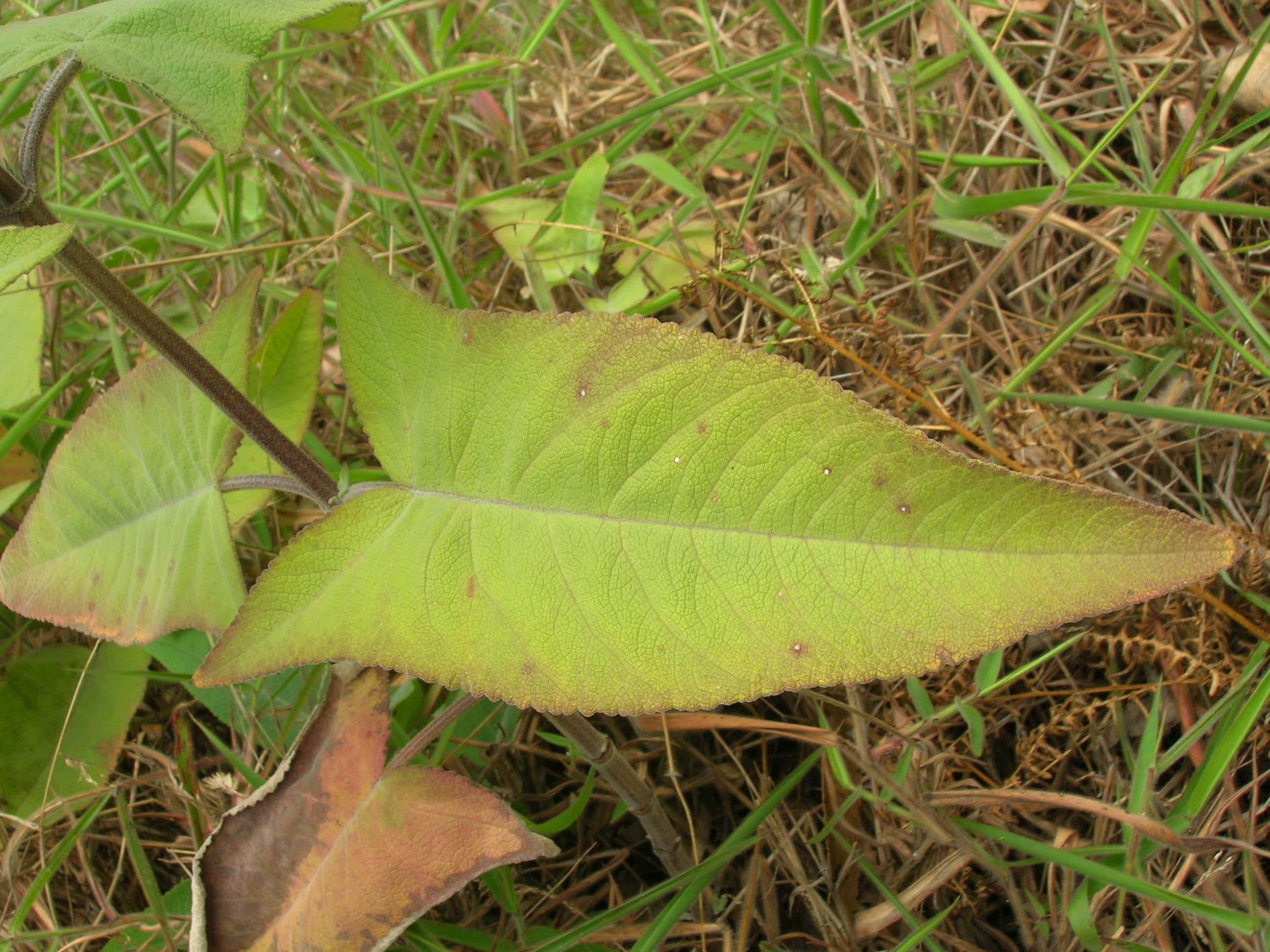
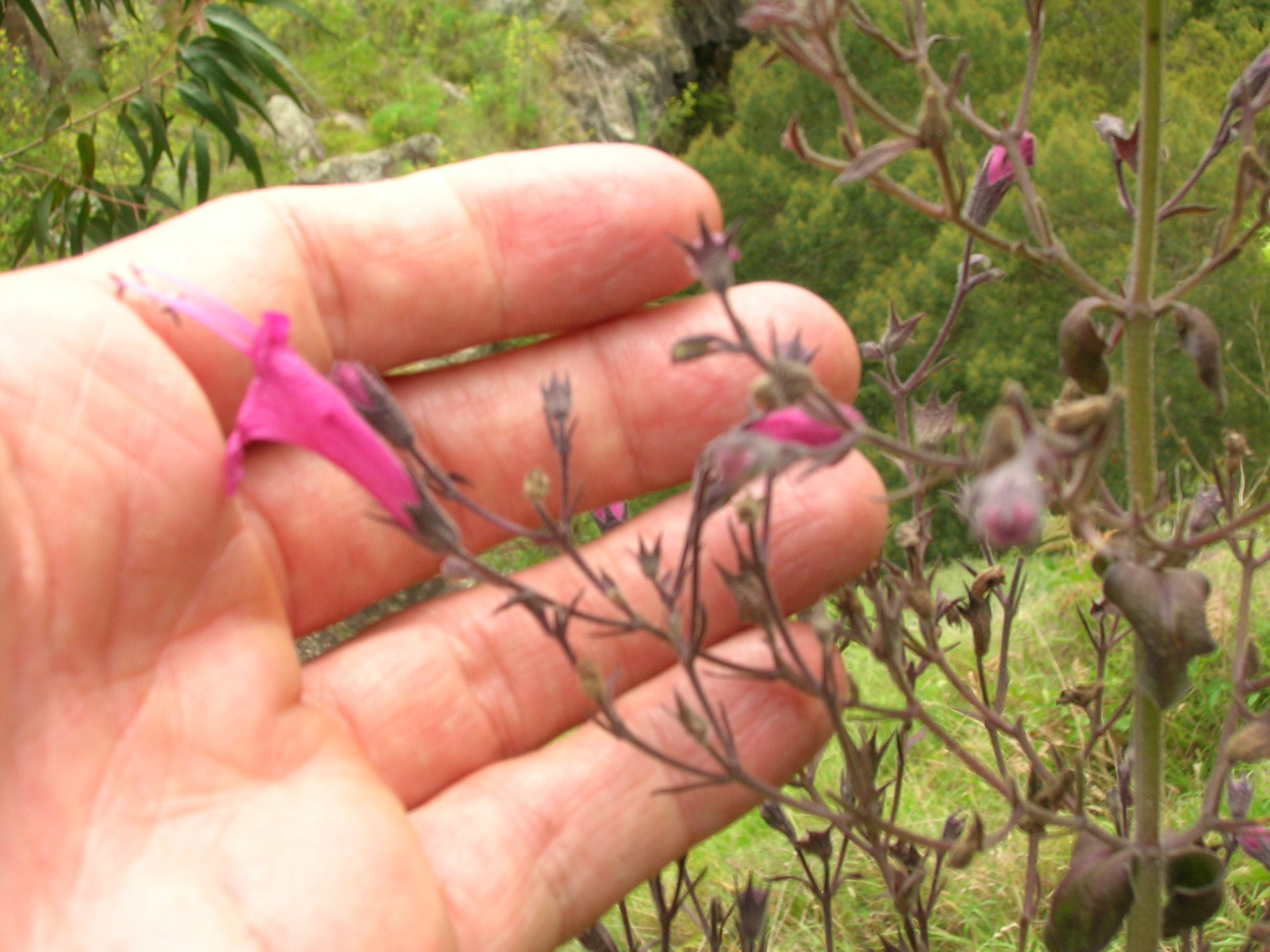
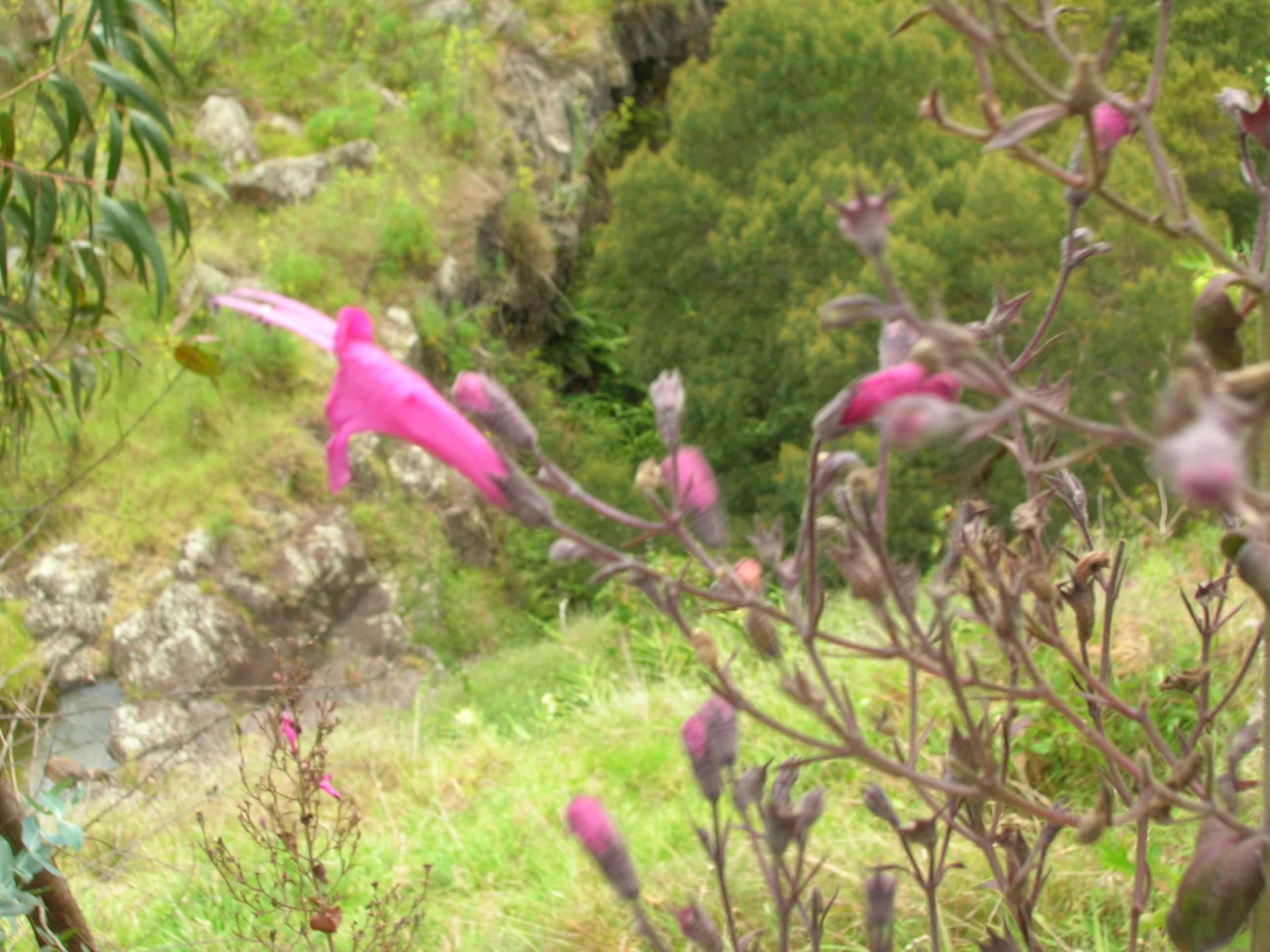
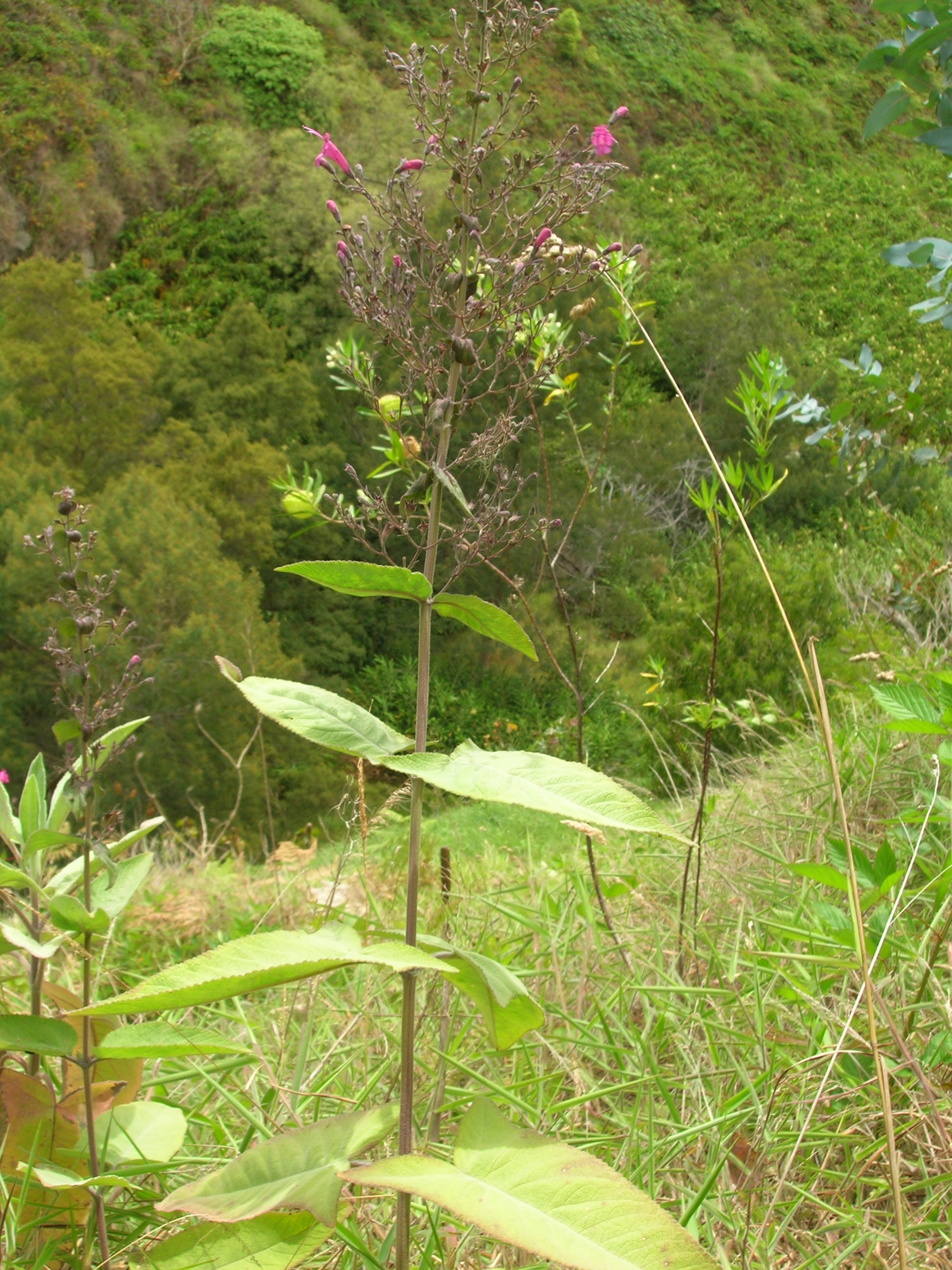